# K2-24
K2-24（EPIC 203771098としても知られている）は、地球からさそり座の方向に約560光年 (170 pc)離れた位置に存在する太陽よりも質量や半径がやや大きい、金属が豊富なスペクトル分類 G3V 型の主系列星である。トランジットを起こすことが知られている2個の太陽系外惑星がこの恒星の周囲を公転していることが知られている。W・M・ケック天文台で補償光学イメージングを使用して K2-24 の伴星を検出する試みは否定的であったが、チリのラ・シヤ天文台にある口径 1.54 m 望遠鏡でラッキーイメージングを使用した後の観測では、K2-24 から3.8秒角の距離で伴星の可能性がある天体が検出された。しかし、この候補天体は K2-24 よりも8等級以上暗く、色温度が 5,400 K であり、重力で結合された主系列星の伴星と考えるには矛盾している。

## 惑星系

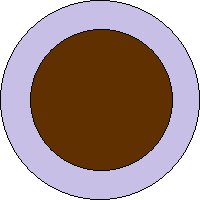
予測される水素とヘリウムの大気（紫色）と岩石の核（茶色）からなるK2-24bとcの構成

2016年、Erik A. Petiguraとそのチームは、ケプラー宇宙望遠鏡の延長ミッションである「K2」におけるキャンペーン2期間の観測中に得られたデータを分析し、周囲を2つの惑星を公転しているの発見と確認を報告した。これらの惑星は K2-24b と K2-24c と呼称されている。惑星の存在を示す信号は、Andrew Vanderburg とその共同研究者らによる研究チームによっても独立して検出された。
この2つの惑星は、共に天王星と土星の間である地球の5.6倍と7.5倍の半径を持っており、この範囲の大きさを持つ惑星は太陽系内には存在しない。両者の公転周期は20.9日と42.4日で、これは2：1の平均運動共鳴の状態から誤差 1% 以内の比である。軌道の離心率が低いこと、そしてほぼ平均運動共鳴の状態にあるという状況は、惑星系の形成と進化に関する証拠を提供し、これらの惑星が原始惑星系円盤と重力的に相互作用を起こしていた可能性があることを示唆している。地球の約15倍の質量を持つ K2-24c の方が半径は大きいが、地球の19倍の質量を持つ K2-24b よりも質量が小さい。K2-24b の大気はその質量の 26% 、K2-24c の大気は 52% を占めると推定されている。現行の核への物質の降着の理論モデルでは、惑星の質量のうち約 50% を大気が占めるようになると暴走的な降着が発生するはずであると予測している。これにより、K2-24c はそのような理論モデルに対する潜在的な課題をもたらしている。
2018年には、W・M・ケック天文台に搭載されているHIRES分光器によるドップラー分光法での視線速度変化の観測から、K2-24c のさらに外側を公転する3番目の惑星に起因している可能性がある信号が暫定的に検出されていたが、2024年にこの惑星候補 K2-24d が別の研究チームによる分析でも確認できたと公表された。存在を確定させるために行われる検証が実施されていないため、依然として惑星候補という位置付けではあるが、質量は地球の54倍、公転周期は約470日であると推定されている。
| 名称 （恒星に近い順） | 質量             | 軌道長半径 （天文単位） | 公転周期 (日)             | 軌道離心率 | 軌道傾斜角        | 半径                  |
| --------------------- | ---------------- | ----------------------- | ------------------------- | ---------- | ----------------- | --------------------- |
| b                     | 19.0+2.2 −2.1 M⊕ | 0.1673+0.0034 −0.0056   | 20.88977+0.00034 −0.00035 | 0.06±0.01  | 89.63 ± 0.25°     | 5.638+0.065 −0.061 R⊕ |
| c                     | 16.4+1.3 −0.2 M⊕ | 0.262+0.014 −0.011      | 42.3391 ± 0.0012          | < 0.05     | 89.44+0.15 −0.11° | 7.93+0.12 −0.13 R⊕    |
| d (候補)              | 54+9 −4 M⊕       | —                       | 469+10 −15                | 0          | —                 | —                     |